# Nothoscordum exile
Nothoscordum exile är en amaryllisväxtart som beskrevs av Pierfelice Ravenna. Nothoscordum exile ingår i släktet vaniljlökar, och familjen amaryllisväxter. Inga underarter finns listade i Catalogue of Life.